# 福田俊司
福田 俊司（ふくだ としじ、Toshiji Fukuda、1948年7月3日 - ）
日本の動物写真家。極東の自然を撮り続け、世界初のシーンをとらえた作品も多い。

## 人物
1948年に栃木県の宇都宮市で生まれる。幼少時より感受性が強く、生き物全般に関心が高かった。小学生時代には宇都宮大学の学生達に交じってムシの研究をしていたほど。宇都宮市の中心部とはいえ、幼い頃は木に覆われた広い敷地の家で育ち、自然への愛着が深く、休みの度に山を散策していたらしい。
地元の栃木県立宇都宮高等学校を卒業後、上智大学法学部へ進学。上智大学在学中、動物写真家である田中光常に師事。
1973年に結婚し、その後は実家のビジネスホテルを経営しながら、地元である栃木県の自然（主に日光市）を撮影する。都内で個展を開いたり、本を出版するなど、動物写真家として活動を開始する。
1990年にロシアを初取材する。シベリアの広大な自然と其処に棲む生き物達に魅了される。四半世紀前の日本にタイムスリップしたかのような感覚に襲われ、それ以来からシベリアの魅力に取り憑かれる。帰国後は半年間でロシア語を独学でマスター（日常会話を習得）して、通訳無しでのロシア取材を決意。
1991年にロシア科学アカデミーの協力を得て、本格的にシベリア取材を開始する。その後は毎年50～150日間を極東ロシアで過ごし、作品を発表し続けている。特に世界中の動物写真愛好者が最も注目するイギリスの雑誌『BBC　Wildlife』の新シリーズ第一号（編集長が変わったため）となる2006年1月号で“Where eagles dare”という10頁のオオワシの写真の特集が組まれてからは、一気に世界的に注目を浴びるようになった。

## 主な写真集
- 『BEARS』文一総合出版
- 『鴛鴦・おしどり』文一総合出版
- 『タイガの帝王　アムールトラを追う』東洋書店
- 『シベリア野鳥紀行』東洋書店
- 『ホッキョクグマの王国』文一総合出版
- 『シベリア博物誌』偕成社
- 『シベリア動物誌』岩波新書
- 『北方四島・千島列島紀行』NHK出版
- 『シベリア大自然』朝日新聞社
- 『ウスリートラを追って』偕成社
- 『日光の野生動物』誠文堂新光社
- 『野生を追って』下野新聞社
- 『仙人動物夜話』栃の葉書房
- 『フクロウ』あかね書房

## 主な雑誌掲載
- ”鴛鴦・おしどり　世界一美しいカモ”NATIONAL GEOGRAPHIC 日本版2018, 1月号
- ”オシドリー世界一美しいカモの貴重な姿ー”, Newton, 2016, 7月（この中で「オシドリは浮気者」という俗説に真っ向から疑問を呈している。
- “On the trail of the snow tiger”, BBC Wildlife, 2013.
- “雪上に輝くアムールトラ”, Newton, 2013.
- “Secret island”, BBC Wildlife, 2010.
- “オオワシの一年”, Newton, 2008.
- “オホーツク海の王者たち”, デジタルフォト, 2006.
- “Where eagles dare”, BBC Wildlife, 2006.
- “ウランゲリ島のホッキョクグマ”, Newton, 2003.
- “ホッキョクグマの王国”, 文藝春秋, 2002.

## 主な写真展
- 『BEARS with Wildlife』,THE GALLERY セレクション展,ニコンプラザ東京 THE GALLERY,ニコンプラザ大阪 THE GALLERY, 2023
- 『BEARS』,ギャラリーハンナ宇都宮,  2023
- 福田俊司写真集『BEARS』作品展,ジュンク堂書店池袋本店,  2023
- 『野生トラ』SAVE WILD TIGER,　アルバートホール、ロンドン　2018
- ロシア政府主催『福田俊司写真展』東方経済フォーラム,　ウラジオストク　2018
- 『鴛鴦・おしどり』　ギャラリーハンナ宇都宮，2017
- 『鴛鴦・おしどり』　キャノンギャラリー銀座・札幌・名古屋，2017
- 『生まれ変わったロシア』招待展, 2016
- 『国境なき自然』動物学博物館,サンクトペテルブルク,2013.
- 『福田俊司写真展』蔵織,新潟,2009.
- 『シベリアに映える』a'ギャラリーアートグラフ,東京,2008.
- 『大鷲』富士フォトサロン,東京,2006.
- 『The East of Asia』Vuiborgskii Zamok,サンクトペテルブルク,2005.
- 『The East of Asia』動物学博物館,サンクトペテルブルク,2004.
- 『The East of Asia』芸術家協会ホール,サンクトペテルブルク,2004.
- 『ホッキョクグマの王国』Pentax Forum,東京,2002.
- 『シベリア大自然』富士フォトサロン,東京,1996.
- 『The Far East Russia』Gigant,ハバロフスク,1994.
- 『The Far East Russia』Artetage,ウラジオストク,1993.
- 『ロシアの大地』富士フォトサロン,東京,1993.
- 『生々流転』新宿ニコンサロン,東京,1989.
- 『野生の息吹Ⅱ』新宿ニコンサロン,東京,1985.
- 『野生の息吹』銀座ニコンサロン,東京,1982.

## 主な受賞歴
- 『NATURE'S BEST BACKYARDS』（世界二大自然写真コンテストの一つ）2015年のウィナーに選ばれた
- 『ジェラルド・ダレル賞』Gerald Durrell Award,Wildlife Photographer of the Year,2013.
- 国家賞『クリスタル・コンパス大賞』2025年受賞（ロシア地理学会主催）

## 主な講演会
- 日本自然科学写真協会, 2023
- 『故郷の自然ーシベリア取材30年』栃木県立宇都宮高校, 2019
- ロシア政府主催　ロシアネイチャーフォト祭典『原始のロシア』モスクワ,　2019
- 『日光からシベリアへ』栃木県立博物館友の会,　2018
- ロシア政府主催　ロシアネイチャーフォト祭典『原始のロシア』モスクワ，2017
- 『Dubai Traveler's　Festival　2013』ドバイ，2013
- 『Going To Extreme 極限に挑むPhotographerとして』Wildphotos,イギリス王立地理学会,ロンドン,2013.
- 『国境なき自然』ロシア地理学会,サンクトペテルブルク,2013.